# Marylène Kraft
Marylène Kraft, nom de plume de Marie-Madeleine Kraft, née le 5 décembre 1915 à La Chaux-de-Fonds et morte le 15 octobre 2011 à Lausanne, est une scientifique et écrivaine vaudoise.

## Biographie
Marylène Kraft naît Marie-Madeleine Kraft le 5 décembre 1915 à La Chaux-de-Fonds, dans le canton de Neuchâtel. Son père est banquier.
Elle suit l'école obligatoire, le gymnase puis l'École normale à La Chaux-de-Fonds. Elle déménage à Chailly-sur-Lausanne en 1934 avec sa famille.
Licenciée et docteur ès sciences, enseignante à l'École normale et chargée de cours à l'Université de Lausanne, Marylène Kraft est membre de l'Association vaudoise des écrivains, de la Société vaudoise des sciences naturelles, de la Société botanique suisse, de la Société helvétique de sciences naturelles et de la Société mycologique vaudoise.
Elle est l'auteur de toute une série de publications scientifiques, dont une thèse sur les colorations en histologie végétale.
Elle publie sous le nom de Marylène Kraft de nombreux romans mettant en scène des personnages confrontés aux difficultés de la vie et des relations humaines : Royaume sans frontières (1979-1983), Les enfants de l'aurore (1987), Quelques mesures pour rien (1989), L'archer des étoiles (1995).

## Sources
- Anne-Lise Delacrétaz, Daniel Maggetti, Écrivaines et écrivains d'aujourd'hui, p. 213